# Riego en República Dominicana
El riego en la República Dominicana (RD) ha sido una parte integral del desarrollo agrícola y económico de la RD en el siglo XX. La inversión pública en riego ha sido el principal impulsor para el desarrollo de la infraestructura de riego del país. La transferencia del manejo del riego a asociaciones civiles de usuarios (ACU), iniciada oficialmente a mediados de los años 80, es un proceso aún en curso que está dando resultados positivos con sistemas de riego en 127.749 ha (46% de la superficie total de regadío nacional) y está manejado por 41.329 usuarios (57% del total de usuarios). No obstante, el proceso de transferencia y el rendimiento de las ACU están lejos de ser ideales. Mientras que las ACU muestran un aumento significativo en la recuperación de costos, especialmente en comparación con los bajos índices en las zonas con manejo estatal, es necesario un alto subsidio por parte del gobierno para ayudar a cubrir los costos de operación y mantenimiento de sus sistemas.
La demanda de agua para riego es de 7.340,41 millones de m³/año, lo que supone el 82% de la demanda total (8.891,45 millones de m³/año). La demanda de riego se cubre principalmente mediante el agua superficial y, de forma parcial (13%), mediante el agua subterránea. Alrededor del 76% de la superficie de la República Dominicana (8.900 km²) está dedicado a la agricultura, del cual un 17% es para agricultura irrigada. De acuerdo con la FAO, 270.000 ha están equipadas para el riego. La mayor parte de la superficie irrigada se encuentra en los valles entre las cordilleras, con unas precipitaciones medias a bajas y unas pocas restricciones en su suelo como pendientes, profundidad del suelo y, en algunos casos, problemas de salinidad asociados con el riego o la presencia de agua salina subterránea. La inversión gubernamental anual en recursos hídricos e infraestructura de riego es de alrededor de 100 millones US$.
Las necesidades del sector riego se relacionan con la mejora de la eficiencia, la productividad y
los aspectos organizativos. De acuerdo con la FAO, se deben buscar soluciones en el uso de mejores tecnologías, el funcionamiento eficiente de los sistemas de riego y los medios adecuados de ayuda financiera. La falta de mantenimiento de la infraestructura existente y el uso irracional del agua son las causas de la baja eficiencia (global) del riego.

## Historia del sector riego

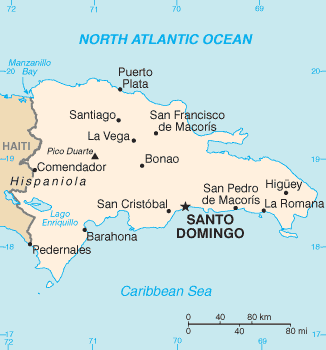
Mapa de la República Dominicana.

Según la Organización para la Alimentación y la Agricultura (FAO), el desarrollo del riego en la República Dominicana comenzó a finales del siglo XIX con la construcción los canales de Juan Caballero, Luis Bogart y Santana, y el proyecto Manzanillo. En los años 20, debido principalmente a la inversión gubernamental, el desarrollo del riego aumentó considerablemente. La superficie bajo riego continuó aumentando en los años 40 y 50 desde 32.000 ha en 1941 hasta 132.000 en 1954. Durante los años 60, el desarrollo de sistemas hidráulicos puso su mirada en las presas de fines múltiples, volvió al desarrollo de redes de canales durante los siguientes 30 años y llegó a las 280.000 ha actuales equipadas con infraestructura de riego.
El programa de transferencia del manejo del riego (Management Transfer Program, TMR) comenzó oficialmente a mediados de los años 80 y continúa aún en la actualidad. El programa TMR tiene como objetivo descentralizar las operaciones y el mantenimiento, y las responsabilidades de recaudación de tasas a las juntas de regantes (juntas de usuarios de agua de riego), entre otras. Hasta la fecha, se han formado 17 juntas de usuarios de agua principales y se les han transferido oficialmente las operaciones de 11 sistemas. Las juntas de usuarios de agua cuentan con unos 30.000 usuarios totales. Según la FAO, entre algunos de los logros del programa de TMR, se incluyen: 1) reducción de los conflictos entre las autoridades y los usuarios del agua, 2) mejora del servicio y 3) recaudación de tasas más altas (un aumento del 20% de los cargos totales cuando lo manejaba el Instituto Nacional de Recursos Hidráulicos a casi el 80% mediante gestión propia). No obstante, estos resultados están lejos de ser los ideales. Por ejemplo, la recuperación del costo global continúa siendo baja, por lo que los costos de operación y mantenimiento aún dependen de los subsidios del gobierno.

## Infraestructura de riego
El riego por gravedad y de superficie son los sistemas predominantes de abastecimiento de agua de riego a una superficie de 278.965 ha (superficie bruta). De acuerdo con la FAO, esta abarca aproximadamente la mitad de la tierra donde el riego es viable (550.000 ha). La infraestructura existente está formada por 1.836,4 km de canales principales, 1.773,2 km de canales secundarios, 1.200 km de canales de drenaje y 14 presas principales. La capacidad total de almacenamiento es de 1.450 millones de m³. El abastecimiento real de agua es de aproximadamente 4600 millones de m³/año.

## Aspectos medioambientales

### Conexiones con los recursos hídricos
Según la FAO, la RD tiene unas precipitaciones medias anuales de unos 1.500 mm; en las zonas áridas caen tan sólo 500 mm/año, mientras que las zonas húmedas tienen un promedio de 2.500 mm/año. La evapotranspiración es de más de 2.000 mm/año. La escorrentía total se estima en 21.000 millones de m3/año.
La demanda de agua para riego es de 7.340,41 millones de m³/año, lo que supone el 82% de la demanda total (8.891,45 millones de m³/año). La demanda de riego se cubre principalmente mediante el riego de superficie y, de forma parcial (13%), mediante el agua subterránea.

### Impacto del riego en el medio ambiente
Según la FAO, 125.000 ha y 80.000 ha se ven afectadas por problemas de drenaje y de salinidad respectivamente. La mayor parte de estas áreas se encuentran en valles como el Cibao, Santiago-Montecristi, Azua, San Juan de la Maguana, Neyba y Barahona, así como Yuna río abajo y el este de la zona costera, en las provincias de María Trinidad Sánchez y La Altagracia respectivamente.

### Impacto anticipado del cambio climático en la agricultura de regadío
Se espera que el cambio climático mundial ocasionará choques climáticos permanentes en la región del Caribe, incluidos la subida del nivel del mar, el incremento de temperaturas superficiales atmosféricas y del mar, eventos meteorológicos extremos (como los huracanes y las tormentas tropicales), el aumento de la intensidad de las precipitaciones (lo cual conducirá a inundaciones más frecuentes y graves) y la incidencia de sucesos como el de "El Niño" con mayor frecuencia y gravedad. La degradación medioambiental acelerada por el crecimiento demográfico, la deforestación y la falta de medidas de mitigación intensificarán el impacto de los desastres en el futuro.
En la actualidad no se dispone de información sobre los efectos específicos del cambio climático sobre la agricultura de regadío en la RD. Sin embargo, existen algunos datos en términos de efectos del cambio climático sobre los recursos hídricos en el First Communication de la RD en la CMNUCC. De hecho, se prevé una gran reducción de la distribución espacial de las precipitaciones y la escorrentía total para el año 2100, lo cual demuestra un cambio estructural que acelera el cambio de las zonas más húmedas a las más secas y la expansión de las zonas del país consideradas históricamente como las más secas.

## Marco legal e institucional

### Marco legal
La ley del agua n.º 5852, aprobada en 1962, fomenta la creación de los distritos de riego y las organizaciones de riego. Entre los aspectos relevantes de esta ley, se incluyen el establecimiento de limitaciones a los derechos de propiedad sobre el agua originada en parcelas privadas a través de manantiales y agua de lluvia, y la relación de derechos sobre el agua con posesiones de tierras.
Con la ley n.º 6 de 1965 se creó el Instituto Nacional de Recursos Hidráulicos (INDRHI), la autoridad de aguas nacional, y se le asignaron funciones para poner en marcha sistemas de riego con la participación de los usuarios. El INDRHI ha sido el promotor y el desarrollador de los sistemas de riego y tiene responsabilidades en tres niveles funcionales: desarrollo y planificación de políticas a nivel constitucional (normativa); administración de derechos sobre el agua, aplicación de las regulaciones y servicios hidrológicos a nivel organizativo; y el uso del agua para el sistema de riego a nivel operativo.
Los acuerdos y decretos presidenciales entre el INDRHI y la asociación civil de usuarios (asociaciones de regantes) han proporcionado apoyo legal al programa de transferencia del manejo del riego (TMR) (véase a continuación).

### Marco institucional
El Instituto Nacional de Recursos Hidráulicos dominicano (INDRHI), bajo el Ministerio de Medio Ambiente, es responsable del manejo de los recursos hídricos y recursos relacionados, así como del diseño, la implementación, la supervisión y la evaluación de programas, proyectos y actividades destinados a controlar y regular el uso de aguas superficiales y subterráneas.
El INDRHI también está a cargo del manejo de los sistemas de riego y asume responsabilidades como la puesta en marcha y el mantenimiento de las presas, los canales principales y los sistemas de drenaje de todos los sistemas de riego, así como de todas las instalaciones de aquellos sistemas que aún no se hayan transferido a las ACU. Esta política de transferencia se ha financiado, en gran medida, mediante recursos internacionales en coordinación con los 10 departamentos de los distritos de riego bajo el INDRHI. El INDRHI está en proceso de alejarse de su alcance y sus responsabilidades operativas.
Por último, el INDRHI colabora con otras instituciones sectoriales como: 1) la Secretaría de Estado de Agricultura y el Instituto Superior de Agricultura dominicano, 2) el Instituto Nacional de Aguas Potables y Alcantarillados (INAPA), con un centro de servicios públicos que funciona en pequeños pueblos y zonas rurales y varios centros de servicios públicos regionales de aguas potables y alcantarillados en las ciudades de Santo Domingo, Santiago, Moca, Puerto Plata y Romana, 3) el Ministerio de Salud Pública y 4) la Corporación Dominicana de Electricidad.

### Organizaciones de usuarios de agua y programa de transferencia del manejo del riego
El programa de transferencia del manejo del riego (TMR) delega la responsabilidad de administración, operaciones y mantenimiento de la infraestructura de riego a las ACU y mantiene su pertenencia al Estado. El programa de TMR, aún en proceso de implementación, no se ha complementado con ningún marco legal, por lo que se fomentará un mayor desarrollo de las ACU, sus prácticas de manejo, tanto en sentido administrativo como comercial, y la eficiencia en el manejo del agua.
Existe un total de 28 Irrigation Users Boards (juntas de regantes), que representan un total de 71.800 usuarios del agua (de un total de 89.300) y cubren 4,3 millones de tareas (15,9 tareas = 1 ha). Las juntas de usuarios de agua se encargan de la recaudación de tasas, la operación, la administración, la preparación del presupuesto y los gastos. Las juntas de usuarios de agua están formadas por asociaciones civiles de usuarios (asociaciones de regantes, ACU) y se consideran legalmente como organizaciones sin ánimo de lucro. Al contrario que algunas juntas de usuarios de agua, que han recibido gran apoyo del programa de TMR, las ACU son en su mayoría débiles en cuanto a sus características organizativas.
| Irrigation District  | Juntas de Regantes (WUB)   | Asociaciones (WUA) (#) | Tareas (15.9 tareas = 1 ha) | Users (#) |
| -------------------- | -------------------------- | ---------------------- | --------------------------- | --------- |
| Alto Yaque del Norte | Ulises Francisco Espaillat | 10                     | 392,336                     | 5,827     |
| Alto Yaque del Norte | Monsieur Bogaert           | 5                      | 211,040                     | 2,416     |
| Alto Yaque del Norte | Mao                        | 8                      | 171,360                     | 1,775     |
| Bajo Yaque del Norte | General Fernando Valerio   | 7                      | 374,848                     | 4,014     |
| Bajo Yaque del Norte | Horacio Vásquez            | 5                      | 180,416                     | 2,146     |
| Bajo Yaque del Norte | Dajabon                    | 4                      | 49,744                      | 1,090     |
| Yuna-Camu            | Camu                       | 6                      | 91,840                      | 1,494     |
| Yuna-Camu            | Rincón                     | 3                      | 133,920                     | 1,421     |
| Yuna-Camu            | Hatillo                    | 5                      | 195,152                     | 1,598     |
| Yuna-Camu            | Yuna                       | 6                      | 61,548                      | 1,286     |
| Yuna-Camu            | Constanza                  | 6                      | 44,660                      | 1,575     |
| Yuna-Camu            | Jarabacoa                  | 2                      | 9,056                       | 415       |
| Bajo Yuna            | Aglipo                     | 8                      | 124,128                     | 3,152     |
| Bajo Yuna            | Boba                       | 5                      | 47,041                      | 2,461     |
| Bajo Yuna            | Aglipo II                  | 4                      | 83,520                      | 1,541     |
| Bajo Yuna            | Limon del Yuna             | 4                      | 123,344                     | 1,394     |
| Bajo Yuna            | Villa Riva                 | 2                      | 78,160                      | 3,160     |
| Bajo Yuna            | Nizao-Valdesia             | 12                     | 299,349                     | 4,495     |
| Del Este             | Nisibon-Yuma               | 5                      | 28,500                      | 422       |
| Del Este             | General Gregorio Luperon   | 4                      | 37,680                      | 581       |
| Del Este             | La Esperanza               | 4                      | 142,576                     | 1,008     |
| Del Este             | Independent Association    | 1                      | 21,733                      | 303       |
| Azua Valley          | Ysura                      | 11                     | 331,102                     | 8,430     |
| Azua Valley          | Padre las Casas            | 5                      | 42,000                      | 786       |
| San Juan Valley      | Valle de San Juan          | 6                      | 256,352                     | 6,180     |
| San Juan Valley      | Independent Association    | 1                      | 63,136                      | 800       |
| San Juan Valley      | Independent Association    | 1                      | 35,857                      | 857       |
| Enriquillo           | Neyba                      | 9                      | 267,808                     | 4,733     |
| Enriquillo           | Tamayo                     | 10                     | 353,184                     | 4,012     |
| Yaque del Sur        | Pedernales                 | 4                      | 10,064                      | 241       |
| Yaque del Sur        | Yaque del Sur              | 9                      | 163,088                     | 4,153     |

Fuente: INDRHI

## Aspectos económicos

### Agricultura y crecimiento económico
Véase también:Economía de la República Dominicana

La economía de la República Dominicana ha pasado de basarse en la agricultura a ser una economía diversificada en la que los servicios, el comercio, la industria y el turismo tienen un papel más importante. La contribución de la agricultura al producto interior bruto (PIB) ha ido descendiendo desde 1962, año en el que representaba el 32%, a tan sólo el 13% en 2008. De este valor, el 53% corresponde al ganado, la pesca y la silvicultura. La producción agrícola en 2000, el 5% del PIB total, representaba un valor total de 1.053 millones de US$ a los precios actuales. Sin embargo, la agricultura mantiene un papel importante en las exportaciones y el empleo. La agricultura de regadío contribuye a esto con casi la mitad de la producción total. Se ha originado un aumento récord en la producción en la superficie de regadío, pero está más relacionado con la expansión de la superficie que con un notable crecimiento de la productividad. La población rural representa el 40% del total y el 52% de la población rural es pobre.

### Tarifa del agua
Las tasas anuales de los servicios de riego son bajos (varían desde
4,75 $/ha en algunas zonas hasta 24 US$/ha para agricultores con menos de 10 ha sin
cultivo de arroz). Los costos del agua por agricultor sólo representan del 0,21% al 0,58 % del costo
de producción total. Los gastos operativos y de mantenimiento de los distritos de riego del INDRHI
en 1997 fueron de 6,24 millones de US$ (35 US$/ha), mientras que los ingresos de los cánones de agua solamente fueron de un 14% de este valor. Los cánones de agua son evidentemente demasiado bajos para cumplir los requisitos de mantenimiento y operación.

### Cooperación externa
En mayo de 2008, el Banco Mundial aprobó un préstamo de 80 millones de US$ para restaurar y fortalecer las infraestructuras de riego, electricidad, agua y alcantarillado dañadas por las tormentas tropicales Olga y Noel, mejorar las infraestructuras más críticas para reducir el impacto relacionado con las tormentas y reforzar la capacidad básica para el futuro manejo de riesgos del INDRHI y la CDEEE.

## Modelo de riego dominicano: el camino por recorrer
Según la FAO, a pesar del éxito del programa de TMR en el desarrollo de las capacidades de las juntas de usuarios de agua, aún queda trabajo por hacer en algunas áreas dentro del programa. Estas áreas se pueden resumir en lo siguiente: 1) el desarrollo de la capacidad institucional no ha sido sistemática. El seguimiento de las ACU de apoyo existentes se ha concentrado solamente en algunos asuntos, sin prestar la debida atención a la certificación de su desarrollo organizativo ni de sus logros; 2) la capacitación no incluye de forma adecuada los temas sobre habilidades administrativas, actitud comercial, sociales y medioambientales; 3) los esfuerzos se han concentrado en las juntas de usuarios de agua, dejando las ACU con poco apoyo para fortalecer las capacidades como organizaciones; 4) la infraestructura de riego se transfiere normalmente en malas condiciones, por lo que se necesitan grandes inversiones; y 4) se necesita mayor apoyo legal para el proceso de transferencia.
El reto para el futuro no se puede abordar con las políticas y la estructura institucional existentes. Se considera que una profunda reforma institucional y la creación de un marco de políticas es la necesidad más urgente de la FAO. El gobierno está intentando reorientar el papel del estado en el manejo de recursos hídricos y reducir la dependencia del financiamiento gubernamental. La propuesta de la nueva ley del agua presenta la Comisión Nacional del Agua como la autoridad reguladora del agua y a la que se atribuirán las entidades a cargo de regular los distintos subsectores de servicios relacionados con el agua (abastecimiento de agua a la población, riego y energía hidroeléctrica). Esto implica que el INDRHI se concentrará en la regulación de los servicios de riego, en los que las ACU controlarán los sistemas de riego.